# Cespitularia stolonifera
Cespitularia stolonifera is een zachte koraalsoort uit de familie Xeniidae. De koraalsoort komt uit het geslacht Cespitularia. Cespitularia stolonifera werd in 1938 voor het eerst wetenschappelijk beschreven door Gohar. 